# Das Bildnis
Das Bildnis er en stumfilm fra 1923 af Jacques Feyder.

## Medvirkende
- Arlette Marchal som Madeleine Fontevrault
- Malcolm Tod
- Jean-Victor Marguerite
- Victor Vina
- Fred Louis Lerch
- Armand Dufour
- Fred Hennings